# Праві та ліві в політиці
Поділ політичного спектру на правих і лівих є системою класифікації політичних позицій, ідеологій і партій. Правий політичний спектр часто протиставляють лівому політичному спектрові, хоча певна конкретна група чи індивід можуть займати ліву позицію в одному питанні й праву — в іншому. У Франції, звідки походить поділ, лівицю називали "партією руху", а правицю — "партією порядку". Проміжна позиція називається центризм, а людина з такою позицією — поміркованою.
На сьогодні партії правого і лівого спрямування знаходяться в основному в опозиції: 
- цінності свободи, економічного лібералізму, (підприємницької) свободи, приватної власності, заслуг, національної ідентичності, порядку, безпеки, традицій і консерватизму, авторитету, (кримінального) правосуддя, невтручання держави в економіку (праві);
- цінності прогресу, свободи (фундаментальні свободи, моральний лібералізм), рівності, солідарності, непокори, толерантності, (соціальної) справедливості, націоналізації спільних благ і суспільних послуг, економічного планування (ліворуч);
- цінності праці, справедливості та свободи є більш наскрізними, навіть якщо їх значення може змінюватися залежно від того, хто їх використовує: наприклад, у випадку з поняттям "справедливість" ліві найчастіше апелюють до поняття "соціальна справедливість", тоді як праві стверджують про "кримінальну справедливість", яка карає злочинців.

Поняття "крайні праві" має на меті позначити праві ідеології, які прагнуть повернутися до минулого світу (наприклад, роялізм, фашизм...). З іншого боку, поняття "крайні ліві" стосується переважно найстаріших соціальних течій (наприклад, комунізм, марксизм, анархізм тощо). Термін "правий" застосовується до ідеологій, які бажають зберегти існуючий світ (наприклад, економічний лібералізм), а "лівий" - до менш радикальних сучасних ідеологій (наприклад, соціал-демократія). 
Оскільки поняття "правого" і "лівого" розглядаються окремо, ця стаття має на меті забезпечити їх взаємне позиціювання.
Починаючи з 2010-х років, ця відмінність часто ставиться під сумнів на користь інших відмінностей, таких як протиставлення відкритого і закритого суспільства, глобалізму і суверенітету або елітаризму і популізму.
Варто зауважити, що зосібна протиставленням лівих і правих ідей існує теорія підкови, яка відкидає класичний погляд на крайніх лівих та крайніх правих як антагоністів та каже про їхню близькість.

## Історія
Історичні витоки нинішнього розмежування лежать через Французьку революцію. Під час дебатів у серпні-вересні 1789 р. депутати, які виступали за збереження влади короля, розміщувалися праворуч від президента зборів, а ті, хто виступав за обмеження цих повноважень, — ліворуч від нього. Депутат дворянства Луї-Анрі-Шарль де Говілль у своїх спогадах писав:
29-го [серпня] ми почали впізнавати один одного: ті, хто був прив'язаний до своєї релігії і до короля, розташувалися праворуч від президента, щоб уникнути криків, слів і непристойностей, які відбувалися на протилежному боці.
Подальша біполярізація лівих і правих та їх усебічний розвиток поширюється у світі не однаково. Так, можна зафіксувати явище, коли через особливості генезису поняття в кожній національній історіографії, розуміння лівих і правих відрізняється.  

### У Франції
Після Революції розкол закріпився в політичній культурі асамблеї, хоча з'явилися й інші антагоністичні групи, такі як "монтаньяри", близькі до народних трибунів, і  "рівнинні" . У 19 столітті під впливом революції поняття почали ширитися Європою, а в 1830 році — в Південній Америці, а потім протягом 19 і 20 століть — в деколонізованих країнах. Поділ на правих і лівих став ще більш виразним у період Реставрації. Як зазначає Марсель Ґоше у своєму дописі до книги П'єра Нора Lieux de mémoire (виданої між 1984 і 1992 роками), справжнє народження правих і лівих датується врешті добою Реставрації. З одного боку, праворуч, роялісти, контрреволюціонери і прихильники корони, з іншого, ліворуч, ліберали, головні спадкоємці Французької революції, захисники індивідуальних свобод і вільної торгівлі та прихильники конституційної монархії. Посередині, між двома крайнощами, центр або конституціоналісти й незалежні.
Однак використання цих категорій спочатку обмежувалося парламентським життям; масово вони поширилися в повсякденній мові на початку 20-го століття й остаточно стабілізувалися в ній з появою Народного фронту в 1936 році.

### Західна Європа
У книзі 2001 року "Уряд і політика Франції" Ендрю Кнапп і Вінсент Райт стверджують, що головним чинником, який розділяє ліве і праве крило в Західній Європі, є клас. Ліві прагнуть соціальної справедливості через перерозподільчу соціальну та економічну політику, а праві захищають приватну власність і капіталізм. Характер конфлікту залежить від існуючих соціальних і політичних розбіжностей, а також від рівня економічного розвитку.
Ліві цінності включають віру в силу людського розуму для досягнення прогресу на благо людського роду, секуляризм, суверенітет, здійснюваний через законодавчу владу, соціальну справедливість і недовіру до сильного особистого політичного лідерства. Для правих це регулярно розглядається як антиклерикалізм, нереалістичні соціальні реформи, доктринерський соціалізм і класова ненависть. Праві скептично ставляться до здатності радикальних реформ досягти добробуту людей при збереженні конкуренції на робочому місці.
Праві вірять в усталену церкву як саму по собі, так і як інструмент соціальної згуртованості, а також у необхідність сильного політичного лідерства для мінімізації соціальних і політичних розбіжностей. Ліві вбачають у цьому егоїстичне і реакційне протистояння соціальній справедливості, бажання нав'язати населенню доктринерську релігію і тенденцію до авторитаризму і репресій.
Відмінності між лівими і правими з часом змінювалися. Початковий розкол під час Французької революції був між прихильниками абсолютної монархії (праві) та тими, хто бажав обмежити владу короля (ліві). Протягом 19 століття розкол проходив між монархістами і республіканцями. Після встановлення Третьої республіки в 1871 році розкол відбувся між прихильниками сильної виконавчої влади з правого боку та прихильниками примату законодавчої влади з лівого боку.

### Америка
Опитування дорослих американців, проведене Харрісом у 2005 році, показало, що терміни "лівий" і "правий" менш знайомі американцям, ніж терміни "ліберальний" або "консервативний". Пітер Берковіц пише, що в США термін "ліберальний" "зазвичай позначає ліве крило Демократичної партії і став синонімом слова прогресивний.
Майкл Казін пише, що ліві традиційно визначаються як соціальний рух або рухи, "які присвячені радикальному егалітарному перетворенню суспільства", і припускає, що багато лівих у США, які відповідають цьому визначенню, називали себе різними іншими термінами. Казін вказує, що американські ліві "поєднали ідеал соціальної рівності з принципом особистої свободи", що сприяло розвитку важливих рис сучасного американського суспільства, включаючи "пропаганду рівних можливостей і рівного ставлення до жінок, етнічних і расових меншин та гомосексуалістів; оспівування сексуального задоволення, не пов'язаного з репродукцією; засоби масової інформації та освітня система, чутливі до расового та гендерного гноблення, і яка оспівує те, що ми зараз називаємо мультикультуралізмом; а також популярність романів і фільмів, в яких переважають альтруїстичні й антиавторитарні позиції". " В американській історії існувало багато різних лівих рухів, включаючи робітничі рухи, фермерсько-робітничий рух, різні демократичні соціалістичні та соціалістичні рухи, пацифістські рухи та "Нові ліві".

## Критика
Політологи часто відзначають, що єдина вісь "ліві-праві" є занадто спрощеною і недостатньою для опису поточного розмаїття політичних переконань, і включають інші осі для компенсації цієї проблеми.
Американський лібертаріанський письменник Девід Боаз стверджував, що політичні терміни "ліві" і "праві" використовуються для розкручування певної точки зору, а не як прості дескриптори, причому ліві зазвичай підкреслюють свою підтримку робітників і звинувачують правих у підтримці інтересів вищого класу; а праві зазвичай підкреслюють свою підтримку індивідуалізму і звинувачують лівих у підтримці колективізму. Боаз стверджує, що аргументи про те, як ці терміни слід використовувати, часто витісняють аргументи про політику, піднімаючи емоційні упередження проти упередженого уявлення про те, що ці терміни означають.
У 2006 році прем'єр-міністр Великобританії Тоні Блер описав основний розкол в політиці не як ліві проти правих, а як відкриті проти закритих. За словами Блера, ставлення до соціальних питань і глобалізму є більш важливим, ніж традиційні економічні ліві-праві питання. У цій моделі "відкриті" виборці, як правило, є культурно ліберальними, мультикультурними й виступають за глобалізацію, тоді як "закриті" виборці є культурно консервативними, виступають проти імміграції й за протекціонізм. Відкритий-закритий політичний спектр отримав більшу підтримку після підйому популістських і центристських партій у 2010-х роках.
Елізабет Мей, колишній лідер Партії зелених Канади, назвала політичний поділ на лівих і правих "чимось на кшталт анахронізму", стверджуючи, що "виборці в сучасних демократіях" поділяються більше по лінії "своїх" і "чужих". Мей посилається на "схожість привабливості Дональда Трампа і Берні Сандерса", всупереч тому, що вони далекі один від одного "з точки зору політики". 
Норберто Боббіо розглядав поляризацію Палати депутатів Італії в 1990-х роках як свідчення того, що лінійна вісь "ліві-праві" залишається актуальною. Боббіо вважав, що аргумент про зникнення спектра виникає тоді, коли ліві або праві слабкі. Домінуюча сторона буде стверджувати, що її ідеологія є єдино можливою, в той час, як слабша сторона буде мінімізувати свої відмінності. Він розглядав лівих і правих не в абсолютних термінах, а як відносні поняття, що змінюються з часом. На його думку, вісь "лівий-правий" може бути застосована до будь-якого періоду часу.
Дослідження канадських законодавчих зборів, проведене  Бобом Альтемайєром у 1983-1994 роках, показало 82% кореляцію між партійною приналежністю та оцінкою за оцінкою правого авторитаризму, якщо порівнювати праві та соціал-демократичні збори. Існував великий розрив між оцінками двох груп, який був заповнений ліберальними кокусами. Його дослідження американських законодавчих зборів показало, що оцінки американських республіканців і демократів були подібні до канадських правих і лібералів, з 44% кореляцією між партійною приналежністю і оцінкою.

### Українською
- Білоус Т. Чому Гітлер не був лівим: політичний спектр і науковий підхід // Спільне. — 4 березня 2019.
- Шевченко О. Нові ліві // Політична енциклопедія. Редкол.: Ю. Левенець (голова), Ю. Шаповал (заст. голови) та ін. — К.:Парламентське видавництво, 2011. — с.504 ISBN 978-966-611-818-2

### Англійською
- Evans, Geoffrey, and Stephen Whitefield. "The Evolution of Left and Right in Post‐Soviet Russia". Europe-Asia Studies 50.6 (1998): 1023–1042. JSTOR 154054.
- Gauchet, Marcel. "Right and Left". In Pierre Nora, Lawrence D. Kritzman (Eds.), Realms of memory: conflicts and divisions. New York: Columbia University Press, 1997. ISBN 0-231-10634-3.
- Jou, Willy. "The heuristic value of the left–right schema in East Asia". International Political Science Review 31.3 (2010): 366–394. doi:10.1177/0192512110370721.
- Lipset, Seymour Martin. Political man: the social bases of politics. Garden City, NY: Doubleday, 1960.
- Knapp, Andrew. Wright, Vincent. The government and politics of France. New York: Routledge, 2001 ISBN 0-415-21526-9.
- March, Luke. Radical left parties in Europe (Routledge, 2012).
- Pech, Stanley Z. "Right, Left, and Centre in Eastern Europe 1860–1940: A Cross-National Profile". Canadian Journal of History 16.2 (1981): 237–262.
- Ruypers, John. Canadian and world politics. (Emond Montgomery Publications Limited, 2005). ISBN 1-55239-097-7.
- Ware, Alan. Political Parties and Party Systems. Oxford: Oxford University Press, 1996. ISBN 0-19-878076-1.
- Zechmeister, Elizabeth. "What's left and who's right? A Q-method study of individual and contextual influences on the meaning of ideological labels". Political Behavior 28.2 (2006): 151–173.